# Żanna Pintusewycz-Block
Żanna Pintusewycz-Block (ukr. Жанна Пінтусевич-Блок; ur. 6 lipca 1972 w Niżynie) – ukraińska lekkoatletka, specjalizująca się w biegach na 100 i 200 metrów, dwukrotna mistrzyni świata.
Przez wiele lat była czołową sprinterką świata, jako juniorka zdobyła dwa złote medale Mistrzostw Europy juniorów w lekkoatletyce (Saloniki 1991 – bieg na 100 m i bieg na 200 m) w 1997 na mistrzostwach świata w Atenach zdobyła złoto na 200 metrów oraz srebro na 100 metrów. Cztery lata później na mistrzostwach świata w Edmonton zdobyła złoto na 100 m, a w 2003 w Paryżu – srebro na tym dystansie. Do charakterystycznych cech Pintusewicz należało to, że prawie nigdy nie biegała w sztafetach. Nawet wtedy, kiedy była o to proszona przez koleżanki z reprezentacji i trenerów.
Ma w dorobku również dwa srebrne medale mistrzostw Europy w Helsinkach (1994) – na 100 oraz 200 metrów oraz srebro na tej samej imprezie 4 lata później w Budapeszcie na 200 m. Podczas Superligi Pucharu Europy Birmingham (1994) triumfowała zarówno na 200 metrów, jak i w sztafecie 4 × 100 metrów, zaś na Pucharze świata w Johannesburgu w 1998 uplasowała się na 3. pozycji w biegu na 200 metrów.
Pintusewicz-Block odnosiła również duże sukcesy w hali, w biegu na 60 metrów zdobyła m.in. złoto Halowych Mistrzostw Europy w Lekkoatletyce (Genua 1992), brąz Halowych Mistrzostw Świata w Lekkoatletyce (Toronto 1993) oraz złoto na Halowych Mistrzostwach Świata (Birmingham 2003).
Wielokrotnie była podejrzewana o doping, dyskwalifikację (dwuletnią) z tego tytułu otrzymała jednak dopiero w 2011, 5 lat po zakończeniu kariery. Pozbawiono ją wszystkich tytułów, oraz anulowano wszystkie wyniki jakie uzyskała w latach 2002–2006.

## Osiągnięcia sportowe

### Igrzyska olimpijskie
| Miejsce | Dzień       | Rok  | Miejscowość | Konkurencja   | Czas biegu | Strata   | Zwycięzca              |
| ------- | ----------- | ---- | ----------- | ------------- | ---------- | -------- | ---------------------- |
| 8.      | 27 lipca    | 1996 | Atlanta     | bieg na 100 m | 11,14 s    | + 0,21 s | Gail Devers            |
| 4.      | 23 września | 2000 | Sydney      | bieg na 100 m | 11,20 s    | + 0,08 s | Ekaterini Tanu         |
| 7.      | 28 września | 2000 | Sydney      | bieg na 200 m | 22,66 s    | + 0,39 s | Pauline Davis-Thompson |

### Mistrzostwa świata
| Miejsce | Dzień       | Rok  | Miejscowość | Konkurencja   | Czas biegu | Strata   | Zwycięzca              |
| ------- | ----------- | ---- | ----------- | ------------- | ---------- | -------- | ---------------------- |
| 5.      | 7 sierpnia  | 1995 | Göteborg    | bieg na 100 m | 11,07 s    | + 0,21 s | Gwen Torrence          |
| 2.      | 3 sierpnia  | 1997 | Ateny       | bieg na 100 m | 10,85 s    | + 0,02 s | Marion Jones           |
| 1.      | 8 sierpnia  | 1997 | Ateny       | bieg na 200 m | 22,32 s    | –        | –                      |
| 4.      | 22 sierpnia | 1999 | Sewilla     | bieg na 100 m | 10,95 s    | + 0,25 s | Marion Jones           |
| 1.      | 6 sierpnia  | 2001 | Edmonton    | bieg na 100 m | 10,82 s    | –        | –                      |
| DQ      | 24 sierpnia | 2003 | Paryż       | bieg na 100 m | –          | –        | Torri Edwards          |
| DQ      | 28 sierpnia | 2003 | Paryż       | bieg na 200 m | –          | –        | Anastasija Kapaczinska |

### Mistrzostwa Europy
| Miejsce | Dzień       | Rok  | Miejscowość | Konkurencja        | Czas biegu | Strata   | Zwycięzca       |
| ------- | ----------- | ---- | ----------- | ------------------ | ---------- | -------- | --------------- |
| 2.      | 8 sierpnia  | 1994 | Helsinki    | bieg na 100 m      | 11,10 s    | + 0,08 s | Irina Priwałowa |
| 2.      | 11 sierpnia | 1994 | Helsinki    | bieg na 200 m      | 22,77 s    | + 0,45 s | Irina Priwałowa |
| 4.      | 13 sierpnia | 1994 | Helsinki    | sztafeta 4 × 100 m | 43,61 s    | + 0,71 s | Niemcy          |
| 4.      | 19 sierpnia | 1998 | Budapeszt   | bieg na 100 m      | 10,92 s    | + 0,19 s | Christine Arron |
| 2.      | 21 sierpnia | 1998 | Budapeszt   | bieg na 200 m      | 22,74 s    | + 0,12 s | Irina Priwałowa |

### Halowe mistrzostwa świata
| Miejsce | Dzień    | Rok  | Miejscowość | Konkurencja  | Czas biegu | Strata   | Zwycięzca       |
| ------- | -------- | ---- | ----------- | ------------ | ---------- | -------- | --------------- |
| 3.      | 12 marca | 1993 | Toronto     | bieg na 60 m | 7,21 s     | + 0,26 s | Gail Devers     |
| DQ      | 14 marca | 2003 | Birmingham  | bieg na 60 m | –          | –        | Angela Williams |
| DQ      | 11 marca | 2006 | Moskwa      | bieg na 60 m | –          | –        | Me’Lisa Barber  |

## Rekordy życiowe
- 100 m – 10,82 (2001 – przy ujemnym wietrze −0,3) – rekord Ukrainy, najlepszy wynik na świecie w sezonie 2001
- 200 m – 22,17 (1997 – przy ujemnym wietrze −2,3) – rekord Ukrainy
- 50 m (hala) – 6,09 (1993) – były rekord świata, rekord Ukrainy, 9. wynik w historii światowej lekkoatletyki
- 60 m (hala) – 7,04 (2003) – rekord Ukrainy, najlepszy wynik na świecie w sezonie 2003
- 100 m (hala) – 11,34 (2002)